# Let Me Go (Hailee Steinfeld och Alesso-låt)
Let Me Go är en låt av den amerikanska sångerskan och skådespelerskan Hailee Steinfeld tillsammans med den svensk DJ:n och producenten Alesso, den amerikanska countrymusikduon Florida Georgia Line och den amerikanska sångerskan och låtskrivaren Watt. Den skrevs av Ali Tamposi, Brian Lee, Jamie Lidell, Alesso och Watt, med produktionen skött av de två sistnämnda. Låten släpptes av Republic Records den 8 september 2017.